# Szent Marcella
Szent Marcella (Róma, 325 – Róma, 410) szentként tisztelt késő ókori özvegyasszony.
Rómában született és fiatalon már megházasodott, azonban alig 7 hónap után megözvegyült. Ezután nem keresett férjet ismét magának, hanem fogadott leányával, Principiával aszkéta életet kezdett: vagyonát a szegényeknek adta, egyszerűen kezdett el öltözködni, buzgón tanulmányozta a Szentírást. Meglátogatta Rómában jártakor Szent Jeromost, és hallgatta az ő előadásait is. Egy idő után nő létére nagy tekintélye lett egyházi kérdésekben – bár minden körülmények között igyekezett szerény maradni –: például az elsők között volt, aki elítélte Pelagius tanításait. Amikor I. Alarich nyugati gót király feldúlta Rómát, a durva katonák a 85 éves öregasszonytól ütlegelésekkel követelték feltételezett kincseit – majd megilletődve szentségétől, maguk vették védelembe társaikkal szemben. Marcella nem sokkal később hunyt el. Az egyház szentként tiszteli, és január 31. napján üli meg emlékét.